# German Ottovič Struve
German Ottovič Struve (in russo: Герман Оттович Струве; San Pietroburgo, 3 ottobre 1854 – Bad Herrenalb, 12 agosto 1920) è stato un astronomo russo, conosciuto anche con la versione inglese del suo nome Hermann Struve.

## Studi
Appartenente ad una famiglia di astronomi, lavorò principalmente per stabilire posizione e movimenti di stelle singole e doppie e satelliti dei pianeti del sistema solare. Nel 1885 a Pulkovo fu installato un telescopio rifrattore da 75 mm, all'epoca il più grande del mondo e fu il primo utente di quel telescopio, che gli permise di determinare le posizioni di un gran numero di stelle doppie. Studiò i satelliti naturali di Saturno, Marte, Nettuno e  Giove, ma non poté osservare Urano da Pulkovo perché era troppo a sud. Nel 1888, Struve scoprì la librazione di Iperione e la spiegò con l'azione perturbante di Titano. Ideò un metodo per correggere la posizione orbitale dei satelliti piuttosto efficace perché gli errori sistematici nelle osservazioni visive di alcuni pianeti, come Marte, erano inaccettabilmente grandi. Nel 1892, Struve scoprì la librazione di altre due lune di Saturno, Mimas ed Encelado. Le sue osservazioni sulla luna di Marte, Fobos, furono in seguito usate da Bevan Sharpless nello studio dell'accelerazione secolare della sua orbita.